# Castalla
Castalla es un municipio de la Comunidad Valenciana, España, situado en el nordeste de la provincia de Alicante, en la comarca de la Hoya de Alcoy. Es la capital de la subcomarca histórica de la Hoya de Castalla (en valenciano, Foia de Castalla) y cuenta con 11622 habitantes (INE 2024).

## Geografía

Localización de Castalla respecto a la Hoya de Alcoy

El término municipal de Castalla consta de una superficie de 114,6 km² que varía el territorio plano al escarpado: el propio castillo de Castalla se encuentra sobre una colina que domina todo el valle. La localidad, que se encuentra alrededor del castillo, se sitúa en las faldas de la colina, a 675 metros sobre el nivel del mar. Castalla ocupa la parte oeste y sudoeste de la Hoya de Castalla, y se sitúa entre el Norte de la Sierra del Maigmó (1296 m), la Sierra de Castalla (1175 m) y la Sierra de Argueña (1228 m). El término municipal también consta de una amplia superficie forestal que ocupa 52,9 km² (lo equivalente al 46 % de la superficie total del municipio).
El clima de la zona se puede enclavar dentro de un clima mediterráneo de montaña media. La temperatura media anual está alrededor de los 13 grados. Las lluvias no son abundantes, alrededor de 400 mm anuales, si bien los macizos montañosos favorecen la formación de nubosidad y de precipitaciones locales, aumentando estas con la altitud. Las nevadas no son raras en los días invernales de los meses de enero y febrero.
Se comunica con Alicante y Valencia por la autovía A-7; mientras que por la autovía CV-80 con Elda y Villena.
Localidades limítrofes
|                    | Norte: Onil, Biar |                         |
| Oeste: Sax, Petrel | Castalla          | Este: Ibi, Tibi, Jijona |
|                    | Sur: Tibi, Agost  |                         |

## Historia

### Primeros asentamientos
En la zona del castillo se han encontrado asentamientos del Neolítico, la Edad de Bronce, ibéricos, romanos (que la llamaron "Castra Alta", fortaleza alta) y árabes; históricamente, el castillo ha constituido el núcleo principal en torno al cual se iban aglutinando las viviendas de la ciudad amurallada. 
La historia del pueblo inicia a partir del s. III a. C., con los asentamientos de agricultores y ganaderos en el llano de la zona para aprovechar sus condiciones durante el Calcolítico. Estas explotaciones de la tierra se multiplicarían durante la Edad del Bronce, donde se ejecutaron asentamientos en las zonas del término municipal como l’Alt de Paella, el Cabeço dels Campellos o el Castell de Castalla.
Con el paso del tiempo y la llegada de los iberos contestanos, estos volvieron a aprovechar la colina que presentaba la zona como localización estratégica. Estos controlaron el territorio de forma circular hasta la llegada de unos nuevos ocupantes, los romanos, que durante los siglos I a. C. - V d. C. ocuparon territorios como Cabanyes. 

### Edad Media
Con la llegada de la Edad Media y la ocupación musulmana de la Península se levantó la primera fortificación del término municipal: en el cerro del castillo crearon la que sería la cabeza administrativa de la comarca, de la cual dependían otros asentamientos menores, formados por alquerías.
Jaime I de Aragón tomó el castillo a los árabes tras la conquista de Biar y lo integró en el Reino de Valencia en 1244; ese mismo año, el rey Jaime I y Alfonso X el Sabio, rey de Castilla, firmarían el Tratado de Almizra (1244), donde se establecía la Línea Biar-Busot, con Castalla como territorio fronterizo del reino de Aragón. Al ser un territorio situado en los límites del reino, se inició la reconstrucción del castillo y se consagró la primera iglesia en el lugar donde se encuentra la actual Ermita de la Sangre. Al igual que en la etapa anterior, también se le atribuyó el rol de cabeza administrativa de la zona.
En la sociedad del momento no era usual ver a la nobleza del momento por la comarca. Sin embargo, presumían de privilegios sobre los demás ciudadanos. El cargo de ciudadano honrado se le otorgaba a todo aquel que se dedicase a la magistratura local. El reconocimiento los distinguía del resto de plebeyos, quienes trabajaban tanto en oficios artesanales, como trabajos de campo. En los casos de que estos no se pudiesen sostener por su propia cuenta, la justicia los autorizaba para pedir limosna o acudir a fondos para pobres en su parroquia.
Desde su conquista, Castalla fue adjudicada como propiedad señorial. En el año 1336, el rey Pedro IV de Aragón la convirtió en propiedad de la Corona. En el año 1362 fue creada la baronía de Castalla con la donación del rey Pedro IV a Don Ramón de Vilanova; esta donación iba dirigida a asegurar la defensa de la villa durante la Guerra de los Dos Pedros (1356-1369). Con Ramón de Vilanova en el poder, el castillo sufrió numerosas transformaciones, como la planificación y construcción de un patio de armas.
A finales del s. XV, los muros del pueblo fueron insuficientes para la expansión demográfica, por lo cual la población empezó a crecer en el extrarradio de la muralla, ocupando tierras del llano.

### Edad Moderna y Contemporánea
En los siglos XVI y XVII se produjo una renovación urbana con la construcción de la Iglesia parroquial de la Asunción, el ayuntamiento y el establecimiento de la actual calle mayor.
La muerte de Carlos II sin descendencia dio paso a una guerra para decidir quién sería el heredero de la Corona española, conocida como la Guerra de Sucesión. Tras una reunión en el municipio se decidió que Castalla y toda la comarca tomaran partido por el bando borbónico y su representante, el francés Felipe d'Anjou. En el conflicto hubo diversas tensiones con los ingleses, partidarios del archiduque Carlos, que estuvieron durante un corto periodo en la zona de la comarca, tomando armas y comestibles sin pagar el valor acordado o talando árboles de forma descontrolada.A lo largo de la guerra destacó el papel de Castalla y Peñíscola como defensores de Felipe, hecho que sería reconocido por Felipe V al conceder una serie de privilegios y el título a Castalla de "Muy Noble, Fiel y Leal".
El castillo fue heredado en el año 1729 por el marqués de Dos Aguas, hasta que en el año 1988 pasó a ser de propiedad municipal. Este baronato tubo especial predilección por este territorio y lo habitaron durante gran parte de su vida, edificando un palacio al lado de la iglesia del que aún hoy quedan restos.
Durante la Guerra de Independencia (1808-1814), Castalla fue el epicentro de dos acciones militares de relieve para el conflicto. La Primera Batalla de Castalla (1812) supuso la derrota del ejército español y la conquista de las tropas francesas de la zona. Sin embargo, en la segunda batalla (13 de abril de 1813), el bando español recuperó el territorio tras derrotar a las tropas francesas del general Suchet. La importancia de esta batalla fue tal que el rey Fernando VII conmemoró esta batalla con la creación de la "Cruz de Distinción" en honor a esta.
En 1890, la reina regente María Cristina le otorgó a la villa de Castalla el título de Ciudad.

## Geografía humana

### Demografía
Cuenta con una población de 11 622 habitantes (INE 2024).
| Gráfica de evolución demográfica de Castalla entre 1842 y 2021                                                        |
| |
| Población de derecho según los censos de población del INE. Población de hecho según los censos de población del INE. |

| Evolución demográfica de Castalla | Evolución demográfica de Castalla | Evolución demográfica de Castalla | Evolución demográfica de Castalla | Evolución demográfica de Castalla | Evolución demográfica de Castalla | Evolución demográfica de Castalla | Evolución demográfica de Castalla | Evolución demográfica de Castalla | Evolución demográfica de Castalla | Evolución demográfica de Castalla | Evolución demográfica de Castalla | Evolución demográfica de Castalla | Evolución demográfica de Castalla | Evolución demográfica de Castalla | Evolución demográfica de Castalla | Evolución demográfica de Castalla | Evolución demográfica de Castalla | Evolución demográfica de Castalla | Evolución demográfica de Castalla | Evolución demográfica de Castalla | Evolución demográfica de Castalla | Evolución demográfica de Castalla | Evolución demográfica de Castalla |
|                                   | 1857                              | 1887                              | 1900                              | 1910                              | 1920                              | 1930                              | 1940                              | 1950                              | 1960                              | 1970                              | 1981                              | 1991                              | 2001                              | 2006                              | 2007                              | 2008                              | 2009                              | 2012                              | 2013                              | 2014                              | 2015                              | 2016                              | 2017                              |
| --------------------------------- | --------------------------------- | --------------------------------- | --------------------------------- | --------------------------------- | --------------------------------- | --------------------------------- | --------------------------------- | --------------------------------- | --------------------------------- | --------------------------------- | --------------------------------- | --------------------------------- | --------------------------------- | --------------------------------- | --------------------------------- | --------------------------------- | --------------------------------- | --------------------------------- | --------------------------------- | --------------------------------- | --------------------------------- | --------------------------------- | --------------------------------- |
| Población                         | 2944                              | 4127                              | 4285                              | 4308                              | 4113                              | 3972                              | 4202                              | 4514                              | 4102                              | 5799                              | 6594                              | 7205                              | 7735                              | 9331                              | 9673                              | 10 021                            | 10 327                            | 10 573                            | 10 579                            | 10 143                            | 9 994                             | 9 859                             | 9 876                             |

### Economía
La economía de Castalla tiene especial soporte en el sector industrial, con especial dedicación en la industria del juguete (muy destacada en la zona, con otros pueblos con tradición juguetera como Ibi u Onil), los materiales de construcción, de muebles y la metalurgia en frío. Además de ello, el municipio también preserva la agricultura como actividad tradicional, donde destaca el cultivo de almendros, olivos y, en menor medida, viñas.
Por último, cabe destacar la apuesta de Castalla por el turismo, abriendo alternativas de turismo rural en España, y donde se reconoce la gastronomía local (con iniciativas como la "ruta del gazpacho" y los helados de Ca Pana, populares en toda la Hoya de Castalla).

#### Comercio
Castalla es uno de los ejes económicos más importantes de la Hoya de Castalla. Los comercios abiertos en 2011 eran 314, de los cuales 69 eran mayoritarios y 245 eran minoritarios. Sin la existencia de grandes establecimientos como hipermercados o grandes almacenes, hay una gran presencia de establecimientos destinados al comercio de alimentos y bebidas, entre los que se destacan panaderías o pastelerías (32 en 2011) y establecimientos de venta generalista de alimentos (20 en 2011). En cuanto a los comercios que no están destinados a los alimentos, Castalla presenta mayoritariamente comercios destinados al textil, confección o calzado (26 en 2011) y otros destinados al equipamiento del hogar o el bricolaje (38 en 2011).
En lo que respecta a los servicios, Castalla cuenta con 4 hoteles para alojar el turismo rural promovido en el municipio, así como numerosos bares y restaurantes. También dispone de bancos, centros educativos, farmacias y un centro de salud.

#### Industria
Gracias a su localización estratégica y a sus vías de comunicación, Castalla es uno de los ejes industriales de la Hoya de Castalla, con la instalación de empresas dedicadas a los plásticos, muebles o construcción.
La localidad cuenta con un total de 400 empresas, englobando todos los sectores (industria, hostelería, etc.). Dentro de estos sectores encontramos como ejemplos más significativos las empresas relacionadas con la fabricación de plásticos, las cuales suman unas 28, con un total de 308 trabajadores en este sector. Las relacionadas con la construcción suman unas 30 empresas, con un total de 250 trabajadores agrupados en este sector. Por último, el sector más destacado de la población es el relacionado con la fabricación de muebles, que cuenta con 34 empresas y unos 513 trabajadores. El polígono industrial de Castalla consta de dos partes, una de ellas tiene una superficie total de 239 363 metros cuadrados, la otra ocupa un total de 416 938 metros cuadrados, entonces, el conjunto de superficie ocupada por polígono industrial tiene un total de 656 301 metros cuadrados, la cual corresponde al 0,57 % de superficie total del término de Castalla.

#### Agricultura
Castalla se caracteriza por su extensión en tierras y parajes naturales, siendo estos la gran mayoría de superficie total que ocupa el término. El 100 % del territorio de Castalla está dividido entre una superficie urbana y una rústica. La primera de estas solamente ocupa el 2,64 %, con unas 303 ha, mientras que la superficie rústica ocupa un 97,4 %, con unas 11 161 ha. De este porcentaje la superficie utilizada para la agricultura es de 91,81 %.  
La agricultura de Castalla se caracteriza por su diversidad de cultivos y plantaciones. Respecto al total de hectáreas que tiene el municipio, en el ámbito agrícola se destinan un total de 526 ha a los cultivos herbáceos, mientras que la superficie mayoritaria y con más actividad agrícola es la de los cultivos leñosos: con un total de 2134 ha, esta ocupa la mayoría de las superficies de cultivo (un 80,3 % del total de las superficies dedicadas a este sector). De la superficie dedicada a los cultivos leñosos, las producciones que destacan sobre del resto son los frutales (con 1129 ha dedicadas a estos) y los olivos (con 1238 ha), que representan la mayor actividad agraria de Castalla.De entre los cultivos herbáceos destacan las 199 ha dedicadas a cultivos de cereales en grano, las 16 ha dedicadas al cultivo industrial y las 92 ha de huerta.
El resto de tierras que presenta el término municipal están destinadas a otras actividades (la conservación de la fauna local o actividades turísticas como el senderismo) o, en una medida mucho más reducida, a tierras para pastos (58 terrenos dedicados a la ganadería).
La gran mayoría de los agricultores de Castalla forman parte de asociaciones agrícolas, donde se gestiona el cultivo y los productos obtenidos de los terrenos. 

#### Turismo
Castalla se establece como uno de los municipios que apuesta por promover el turismo rural donde se aportan actividades alternativas al turismo clásico que prepondera en España, más orientado a la playa y al buen clima.
La base sobre la que se sustenta Castalla para patrocinar su localidad consta de actividades variadas, como el patrimonio histórico que posee la ciudad (tales como la Casa Roja, la Ermita de la Sangre o la Iglesia Parroquial de la Asunción), haciendo especial énfasis en el Castillo de Castalla, con rutas determinadas solo para este.
También toma relevancia la gran superficie de zona forestal que presenta el término municipal y que se utiliza para actividades como el senderismo y el cicloturismo. A lo largo de toda la zona hay abiertas diversas rutas alternativas, como el paraje del Xorret de Catí, donde se puede apreciar la fauna autóctona de la zona.
Existe la oferta de otras actividades y atractivos turísticos de carácter cultural para atraer la llegada de turistas: tanto la gastronomía local (con iniciativas como la "ruta del gazpacho" y los helados de Ca Pana, populares en toda la Hoya de Castalla) como la figura del escritor valenciano Enric Valor.
Las posibilidades que ofrece Castalla para alojar la llegada de turistas comprenden hoteles (ofreciendo 100 plazas en los 3 establecimientos dedicados a esta actividad), apartamentos (con 76 plazas en 12 establecimientos) y casas rurales (con 23 plazas en 2 establecimientos). También existe la alternativa de un área para autocaravanas que se encuentra cerca de las zonas naturales.

## Política
| Periodo   | Nombre                                      | Partido                          |
| --------- | ------------------------------------------- | -------------------------------- |
| 1979-1983 | Vicente Berbegal Pérez                      | UCD                              |
| 1983-1987 | José Vicente Ripoll González                | PSPV-PSOE                        |
| 1987-1991 | Juan Rico Rico                              | PP                               |
| 1991-1995 | Juan Rico Rico                              | PP                               |
| 1995-1999 | Juan Rico Rico                              | PP                               |
| 1999-2003 | Juan Rico Rico                              | PP                               |
| 2003-2007 | Juan Rico Rico                              | PP                               |
| 2007-2011 | José Luis Prats Hernández                   | PP                               |
| 2011-2015 | Maite Gimeno Piña Juan Antonio Candela Rico | PSPV-PSOE (moción de censura) PP |
| 2015-2019 | Antonio Bernabeu Bernabeu                   | Cs                               |
| 2019-2023 | Antonio Bernabeu Bernabeu                   | Cs                               |
| 2023-act. | Jesús López Blanco                          | PP                               |

## Cultura

### Arte arquitectónico

#### El renacimiento en la arquitectura de Castalla
Fue un movimiento relativamente escaso en el municipio, pero a pesar de ello dejó su huella en este. La única composición reconocida que presenta este estilo son las crucerías de la Iglesia de la Asunción, planificadas en 1536 y construida en 1561 por Tomás y José Bernabéu, dos hermanos albañiles de la localidad, después de que Guillem Torres se viese incapaz de completar la obra en el plazo del contrato.

#### El barroco en la arquitectura de Castalla
El barroco es un movimiento que se ve relativamente representado en Castalla. Hay edificaciones que representan el llamado Barroco desornamentado (con mayor sencillez y contención decorativa), mientras que otras, ya datadas de finales del s. XVII, representaban el barroco decorativo (de carácter litúrgico, con motivos vegetales, humanos y animales con horror vacui).
La portada de la parroquia de Castalla es del maestro cantero Esteban Bufau y fue edificada en 1613. Representa a la variante desornamentada del barroco, con la posesión de un centro ancho y dos espacios laterales ciegos. La hornacina se encuentra entre las columnas de los laterales ciegos.

### Conjunt Patrimonial del Castell de Castalla
El Conjunt Patrimonial del Castell de Castalla es una agrupación de bienes culturales y materiales, con un valor cultural, histórico, medioambiental y patrimonial común, localizados en el promontorio del Castillo de Castalla. Este ejercicio, iniciado por Juan Antonio Mira Rico entre 2003 y 2005, más allá de ir destinado a la remodelación del cerco del castillo sirvió para apreciar el excepcional patrimonio cultural que presentaba el cerro del castillo, que abarca desde la prehistoria (II milenio a. C.) hasta la actualidad.
El Conjunt está formado por: 1) Castillo de Castalla; 2) la albacara o fortaleza del castillo; 3) la posible necrópolis del Fossar Vell; 4) la villa de Castalla; 5) bancales de cultivo tradicionales; 6) el yacimiento arqueológico del Dipòsit Vell; 7) Viacrucis; 8) el escenario bélico de la batalla de Castalla; 9) el depósito de agua de 1928; 10) el depósito de agua de 1960; 11) Semana Santa; 12) toques manuales de la campana de María; 13) las 224 especies de flores pertenecientes a las 59 familias botánicas y las 37 especies de fauna vertebrada.
El Conjunt Patrimonial del Castell de Castalla constituye un caso de gestión integral, que abarca todos los campos, desde los materiales a los inmateriales, de los naturales a los artificiales..., en el que el ayuntamiento aporta recursos para su mantenimiento. Ello ha contribuido a que el caso de Castalla sirva de ejemplo para muchos otros casos de gestión.

## Monumentos y lugares de interés

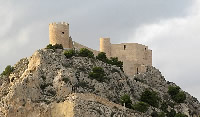
Castillo de Castalla

- El Castillo de Castalla, construido entre los siglos XI y XVI, todo y que en la zona que ocupa este ya se habían asentado poblaciones en la Edad del Bronce (II milenio a. C.) y en la época íbera y romana (V a. C. - IV d. C.), de las cuales se conservan algunos inmuebles. Este fue de especial importancia en la zona por su posición estratégica y su cercana localización de fuentes hídricas. De propiedad de los almohades en un inicio, se incorporaría a la Corona de Aragón en 1244. Una vez el territorio pasó al control de Don Ramón de Vilanova en 1362, se inició una planificación para la construcción del Palau y el Pati d'Armes a lo largo del s. XV. Tras la construcción de la "Torre Grossa" o Torre del Homenaje (1529), el castillo cayó en desuso a partir del s. XVII al no estar lo suficientemente adaptado para la guerra moderna, como la adopción de almenas para cañones o muros terraplenados. [24] Entre 2003 y 2006 se produjo una restauración que recuperó el castillo como patrimonio cultural. El castillo está integrado por el Palau, el Pati d'Armes, la "Torre Grossa" y la "Torre Prima", y a día de hoy se ha convertido en un patrimonio histórico del pueblo de Castalla, dando lugar a diversas actividades dentro de esta.[25]

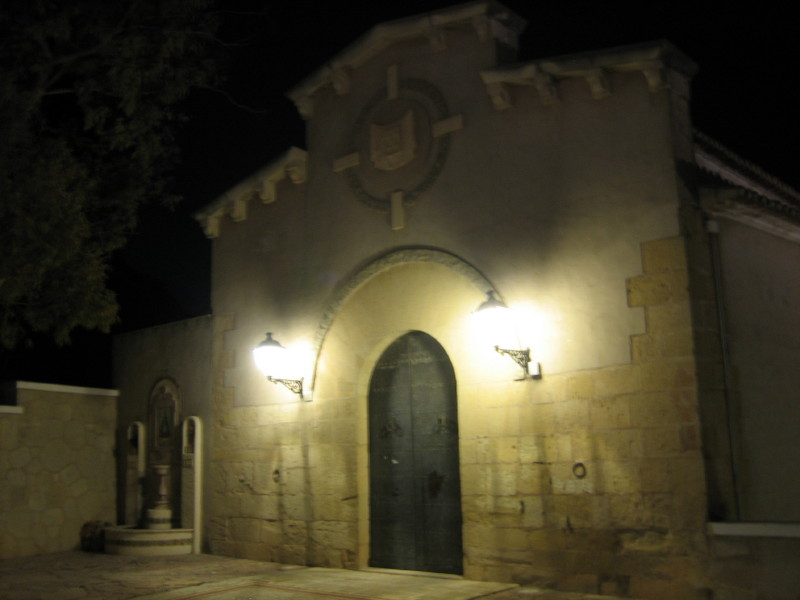
Ermita de la Sangre

- Ermita de la Sangre: de estilo gótico primitivo, fue construido durante la segunda mitad del siglo XIII como Iglesia de referencia del pueblo. Consta de una única nave central formada por enormes arcos ojivales, formeros y capillas laterales emplazadas entre contrafuertes. El techo es de artesonado. Ya en el s. XVIII se añadió un caminero rococó para custodiar la imagen de la Virgen que se situaba en la ermita. Recibió una ampliación en 1436 como consecuencia del crecimiento poblacional. Fue la iglesia de Castalla hasta el siglo XVI, cuando se construyó la actual iglesia y pasó a ser sede de la Cofradía de la Sangre, quien depositaria de la imagen de la Virgen de la Soledad, patrona de la localidad.[25]Al pie del altar el marqués de Dos Aguas construyó una sepultura para el y sus sucesores, siendo doña Luisa Vich y Don Baltasar Ladrón los últimos miembros del linaje en ser enterrados.[9]

- Iglesia de la Asunción: Construcción de estilo gótico formada por una sola nave que está dividida en 5 capillas diferentes, entre las que destaca la Capilla de la Virgen con un estilo renacentista. Con una entrada manierista del s. XVII, esta construcción cierra el Carrer Major.[17] Fue terminada de construir en 1572 por dos hermanos nativos de la ciudad[25]

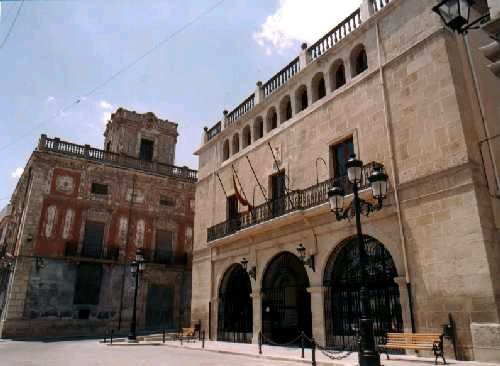
Ayuntamiento

- Casa consistorial de Castalla (Ayuntamiento): construido a mediados del s. XVII, este edificio presenta las características del estilo renacentista valenciano, con los rasgos utilizados para las construcciones civiles del momento en la costa Mediterránea: fachada de piedra de sillería, planta baja con tres arcos de medio punto que servían de Lonja o la planta superior con diez ventanas de arco de medio punto.[25]La construcción iniciada por Pedro Quintana supuso la construcción de un edificio sobre la antigua lonja, todo ello siguiendo el modelo de casa consistorial que se puso en auge en el s. XII.[22] Sirvió como mercado a finales del s. XIX y en la actualidad ejerce la función de sede de la administración local.[17] En el interior de esta se pueden encontrar algunos cuadros con escenas de la vida tradicional y cotidiana de Castalla, así como una representación de la "Batalla de Castalla" de Langlois.[25]
- Convento de los Franciscos Mínimos: construido en estilo Neoclásico por la orden de los Padres Mínimos entre mediados del siglo XVIII y 1810. Presenta una iglesia con una sola nave y de planta de cruz latina; también posee capillas laterales.[17]Después de la desamortización de Mendizábal, este edificio dejó de ejercer como templo para pasar a cubrir asuntos sociales.[25]
- Casa Roja: la propiedad de residencia de la familia Soler durante el s. XIX, recibió este nombre por el color de su fachada que se ha declarado Bien de Interés Cultural.[17]
- Carrer Major: calle principal de Castalla, fue durante el s. XVII que este se convirtió en el principal centro de la ciudad. En este se puede apreciar gran cantidad de fachadas, escudos, balcones y ornamentación propia de la época.[17]
- Paraje de la Foia de Catalina: canteras situadas en el casco sur urbano de Castalla, se tratan de emplazamientos donde se extraía yeso que se trabajaba a posteriori en el municipio. El yeso fue una de las principales actividades económicas en la comarca y Castalla fue el núcleo de su trabajo a partir de los diversos molinos, hornos y almacenes.[17]

## Fiestas

### Moros y Cristianos
Moros y Cristianos, los cuales son las fiestas mayores de la ciudad, se celebran del 1 al 4 de septiembre en honor a la Virgen de la Soledad, la patrona de la localidad. Tras la "nit de l'Olleta" celebrada el 31 de agosto, se da paso a un conjunto de actos que se extienden durante los 4 días restantes, entre los que destacan la ofrenda floral o la “Ballà de les Banderes". En ellas participan 7 comparsas, cuatro del bando cristiano (Marineros, los Maseros, los Piratas y los Cristianos) y tres del bando moro [Moros Nuevos (Moros amarillos), Los Moros Viejos (Moros Azules) y los Mudéjares (Moros Verdes)]. A esta festividad se le añade el Medio Año, que se celebra cada primer fin de semana de marzo para situar el medio camino hasta la próxima festividad de Moros y Cristianos.
Los orígenes de esta tradición en la comarca se remontan al s. XVIII, con la celebración de las "muestras militares", en las cuales desfilaban las milicias locales, unas formaciones integradas por campesinos de entre 18 i 55 años de cada localidad. Estas milicias era de vital importancia en la zona, ya que eran frecuentemente llamadas a la acción por la presencia de piratas procedentes del norte de África. En las muestras militares, las milicias hacía uso de pólvora, hecho que se volvió también tradición en las fiestas religiosas para acompañar a las imágenes religiosas. La inclusión de la pólvora en estas fechas se debe al cambio de patronato que llevó a cabo el pueblo a lo largo del s. XVIII, convirtiendo la unión entre la patrona y la pólvora como un hecho habitual. El permiso para hacer uso de la pólvora en sus festividades locales se daría a partir de 1804, cuando los disparos acompañarían a la figura religiosa al inicio y al final de la procesión. La militarización del festivo y los desfiles de esta vertiente llevaron a la evolución de las fiestas al concepto que tenemos en la actualidad en la comarca de Moros y Cristianos.

### Feria de San Isidro de Castalla
Realizada en un fin de semana a mediados de mayo. Esta feria de estilo medieval ofrece más de 70.000m² de exposiciones en maquinaria industrial, talleres artesanos, gastronomía local y zoco árabe. La feria también ofrece servicios para los asistentes, como espacios destinados al aparcamiento, baños o zonas informativas.

### Otras festividades
- Festes de Vaca, realizadas a mediados de agosto en honor al patrón del pueblo, San Roque. Se realiza un cerco por las calles del pueblo que recorrerán vacas bravas que se sueltan; también se monta una plaza de toros portátil donde se llevan a cabo espectáculos taurinos. Además de ello tienen festejos populares, una procesión en honor a San Roque.[26]
- Fogueres de San Francesc, que se celebran el segundo sábado después de la Semana Santa, con la celebración de una misa y una procesión del santo. Al llegar la noche se encienden hogueras por las calles, al lado de las cuales las hermandades cenan. [26]
- San Pascual, celebrado el penúltimo fin de semana de mayo, donde se realiza una procesión que lleva del Convento a la Ermita de San Pascual. Este mismo día se celebran pasacalles, misas, carreras populares y una paella para todos los asistentes.[26]
- San Antonio Abad, patrón de los animales, con desfiles que se celebran el mismo día que se conmemora la festividad de este santo. Este desfile empieza en la Carretera de Alicante y acaba en la Iglesia de la Asunción.[26]
- Bouet de la Sang, festividad religiosa organizada por la Cofradía de la Preciosísima Sangre de Cristo el primer fin de semana de julio, donde se realiza un pasacalles en la víspera y una procesión que lleva des del Carrer Major a la Ermita de la Sangre.[26]
- Carnaval, fiesta celebrada en un fin de semana de febrero en función de la Semana Santa, donde el sábado se celebra primero la concentración infantil de trajes, seguida de la de los adultos. Existe la posibilidad de ganar un premio si resultas ser uno de los mejores vestidos del evento.[26]
- Dentro de la Semana Santa, los días más destacados en el municipio son: Jueves Santo, donde se visitan en Vía Crucis los tres puntos religiosos de la ciudad (la Ermita de la Sangre, el Convento de los Franciscos Mínimos y la Iglesia de la Asunción), para luego realizarse a las 12 de la noche el "Canto de la Pasión"; y el Domingo de Resurrección, donde por la mañana se lleva a la Virgen de la sociedad en la procesión religiosa con mayor participación de vecinos.[26]
- Cabalgata de Reyes Magos, celebrada el 5 de enero, que finaliza en el belén de la Plaza Mayor.[26]

## Gastronomía
La gastronomía local de Castalla destaca por su variedad y uso de recursos locales. Entre sus realizaciones destaca como plato típico el gazpacho sensato, variedad del gazpacho manchego (véase: Gazpachos), realizado con tortas ácimas desmigadas, setas, caracoles, carnes de pollo y conejo, tomate y cebolla sofritos. El gazpacho tiene tal importancia en la cultura castallense que, en la actualidad, hay una ruta turística especializada en este. También se realizan otras actividades gastronómicas como la feria "Saborea Castalla" o la Ruta de la tapa.Entre las recetas tradicionales se destacan:
- Arròs de Muntanya: elaborado en una paella, este arroz tiene base de conejo, caracoles, pimiento rojo, judías rojas, peladillas y robellones.[29]
- Gazpacho: se trata de una elaboración de diversas carnes (conejo, pollo, pudendo añadir también otras carnes como costilla de cerdo, perdiz o liebre), robellones, cebolla y tomate (también se pueden añadir caracoles o setas). Este se suele acompañar de tortas asadas desechas o "coquetes", tal y como se conoce.[29]
- Borreta: cocido cocinado a partir de ajos, espinacas, patatas, ñoras (1 por persona), bacalao, huevos (1 por persona), tomate y pimentón rojo.[29]
- Pericana: plato frío que consta de pimientos rojos, bacalao seco tomates y diente de ajo.[29]
- Migas de patata: plato formado por una base de patatas y tomates.[29]
- Olleta de garbanzos: guiso que está formado principalmente por garbanzos, acelgas, pimentón, patatas y huevo.[29]
- Gachamiga: variedad elaborada de gachas que están formadas por harina y ajo y que suele ir acompañada de otros ingredientes como longanizas.[29]
- 'Almendrados': postre con base de almendra molida a la que se le añaden huevos, ralladura de limón y azúcar.[29]
- Pasteles de boniato: empanadillas con pasta elaborada por aguardiente, aceite, agua y harina y rellenos con dulce de boniato.[29]
- Sequillos: postre con una base elaborada a base de huevos, yema, aceite de oliva y harina y que se les añade un decorativo de clara de huevo y azúcar.[29]
- 'Toña': postre típico del levante valenciano que se elabora una masa a partir de huevos, azúcar, patatas hervidas, aceite de oliva, raspadura de limón, levadura y harina. [29]